# إيمرسون (لاعب كرة قدم مواليد 1982)
إيمرسون هو لاعب كرة قدم برازيلي في مركز الوسط، ولد في 28 مايو 1982 في ديفينوبوليس في البرازيل. لعب مع نادي باهيا ونادي كروزيرو.